# Cuaternión de Hurwitz
En matemáticas, un cuaternión de Hurwitz (o entero de Hurwitz) es un cuaternión cuyos componentes son o todos enteros o todos semienteros (mitades de un entero impar; mezclas de enteros y semienteros quedan excluidas). El conjunto de todos los cuaterniones de Hurwitz es
{\displaystyle H=\left\{a+bi+cj+dk\in \mathbb {H} \mid a,b,c,d\in \mathbb {Z} \;{\mbox{ o }}\,a,b,c,d\in \mathbb {Z} +{\tfrac {1}{2}}\right\}.}
{\displaystyle H} es cerrado bajo multiplicación y adición de cuaterniones, lo cual forma un subanillo del anillo de todos los cuaterniones {\displaystyle H}. Los cuaterniones de Hurwitz deben su nombre al matemático alemán Adolf Hurwitz, quien los introdujo en 1919.
Un cuaternión de Lipschitz (o entero de Lipschitz)  es un cuaternión cuyos componentes son todos enteros. El conjunto de todos los cuaterniones de Lipschitz
{\displaystyle L=\left\{a+bi+cj+dk\in \mathbb {H} \mid a,b,c,d\in \mathbb {Z} \right\}}
forman un subanillo de los cuaterniones de Hurwitz {\displaystyle H}. Los enteros de Hurwitz tienen la ventaja sobre los de Lipschitz de que en ellos es posible realizar una división euclídea, obteniendo un pequeño resto.

## Estructura del anillo de los cuaterniones de Hurwitz
Al igual que un grupo aditivo, {\displaystyle H} es un abeliano libre, con generadores {\displaystyle \{(1+i+j+k)/2,i,j,k\}.} Por lo tanto forma una red en R4. Esta red también es conocida como la red F4, ya que es la red de raíz de la álgebra de Lie semisimple F4. Los cuaterniones de Lipschitz {\displaystyle L} forman una subred de índice 2 en {\displaystyle H}.
El grupo de unidades en {\displaystyle L} es el grupo cuaternión de orden 8 {\displaystyle Q=\{\pm 1,\pm i,\pm j,\pm k\}.} El grupo de unidades en {\displaystyle H} es un grupo no-abeliano de orden 24 conocido como el grupo tetraédrico binario. Los elementos de este grupo incluyen los 8 elementos de {\displaystyle Q} junto a los 16 cuaterniones {\displaystyle Q=\{(\pm 1,\pm i,\pm j,\pm k)/2\},} cuyos signos pueden ser tomados en cualquier combinación. El grupo cuaternión es un subgrupo normal del grupo tetraédrico binario {\displaystyle U(H)}. Los elementos de {\displaystyle U(H)}, los cuales todos tienen norma 1, forman los vértices del icositetracoron inscripto en la 3-esfera.
Los cuaterniones de Hurwitz forman un orden (teoría de los anillos) en el anillo de división de cuaterniones con componentes racionales. Es de hecho de orden máximo; dato que le da más importancia al término. Los cuaterniones de Lipschitz, los cuales son los candidatos más obvios para la idea del cuaternión integral, también forman un orden. Sin embargo, este último orden no es máximo y, por lo tanto, es menos apropiado para desarrollar una teoría de ideales por la izquierda comparable con la teoría de números algebraicos. Lo que notó Adolf Hurwitz, por lo tanto, fue que esta definición del cuaternión integral de Hurwitz es el más apropiado para operar. Para un anillo no-conmutativo como {\displaystyle H}, los órdenes máximos necesitan que no sean únicos, así que uno necesita reparar el orden máximo, en la idea de llevar el concepto de un número entero algebraico.

## Red de cuaterniones de Hurwitz
La norma (aritmética, o de campo) de un cuaternión de Hurwitz, dada como {\displaystyle a^{2}+b^{2}+c^{2}+d^{2}}, es siempre un entero. Gracias al teorema de los cuatro cuadrados de Lagrange, cada entero que no sea negativo puede ser escrito como la suma de como máximo cuatro cuadrados.
Así, cada entero no negativo es la norma de algún cuaternión de Lipschitz (o Hurwitz). Más precisamente, el número {\displaystyle c(n)} de los cuaterniones de Hurtwitz de norma positiva {\displaystyle n} es 24 veces la suma de los divisores impares de {\displaystyle n}. La función generada de los números {\displaystyle c(n)} está dada por la fórmula modular de nivel 2 y peso 2
{\displaystyle 2E_{2}(2\tau )-E_{2}(\tau )=\sum _{n}c(n)q^{n}=1+24q+24q^{2}+96q^{3}+24q^{4}+144q^{5}+\cdots } (sucesión A004011 en OEIS)
donde
{\displaystyle q=e^{2\pi i\tau }}
y
{\displaystyle E_{2}(\tau )=1-24\sum _{n}\sigma _{1}(n)q^{n}}
es la serie de Eisenstein de nivel 1 y peso 2 (la cual es una forma cuasimodular) y {\displaystyle \sigma _{1}(n)} es la suma de los divisores de {\displaystyle n}.

## Factorización en elementos irreducibles
Un entero de Hurwitz es llamado irreducible si no es 0 o una unidad no es producto de no-unidades.
Un entero de Hurwitz también es irreducible sí y sólo sí su norma es un número primo. Los cuaterniones irreducibles son a veces llamados cuaterniones primos, pero esto puede malentenderse ya que éstos no son elementos primos en el sentido común del álgebra conmutativa: es posible para un cuaternión irreducible el dividir un producto {\displaystyle ab} sin dividir o {\displaystyle a} o {\displaystyle b}. Cada cuaternión de Hurwitz puede ser factorizado como el producto de un cuaternión irreducible. Esta factorización no es en general única, incluso hasta unidades y orden, ya que un número primo impar positivo {\displaystyle p} puede ser escrito de {\displaystyle 24(p+1)} maneras como un producto de dos cuaterniones de Hurwitz irreducibles de norma {\displaystyle p}, y para {\displaystyle p} grandes estos no pueden ser todos equivalentes bajo multiplicación de unidades izquierda y derecha ya que sólo hay 24 unidades. Sin embargo si uno excluye este caso entonces existe una versión de factorización única. Más precisamente, cada cuaternión de Hurwitz puede escribirse únicamente como el producto de un entero positivo y un cuaternión primitivo (o un cuaternión de Hurwitz no divisible por cualquier entero mayor a 1). La factorización de un cuaternión primitivo en irreducibles es única para órdenes y unidades en el siguiente sentido: si
{\displaystyle p_{0}p_{1}...p_{n}}
y
{\displaystyle q_{0}q_{1}...q_{n}}
son dos factorizaciones de algún cuaternión primitivo de Hurwitz en cuaterniones irreducibles donde {\displaystyle p_{k}} tiene la misma norma que {\displaystyle q_{k}} para cada {\displaystyle k}, entonces
{\displaystyle q_{0}=p_{0}u_{1}}
{\displaystyle q_{1}=u_{0}^{-1}p_{1}u_{2}}
{\displaystyle ...}
{\displaystyle q_{n}=u_{n}^{-1}p_{n}}
para algunas unidades {\displaystyle u_{k}}.

## División con resto
Los enteros reales ordinarios y los enteros gaussianos permiten una división con resto o división euclídea.
Para enteros positivos {\displaystyle N} y {\displaystyle D}, siempre hay un cociente {\displaystyle Q} y un resto no-negativo {\displaystyle R} de manera que
{\displaystyle N=QD+R,} donde {\displaystyle R<D.}
Para enteros gaussianos o complejos {\displaystyle N=a+ib} y {\displaystyle D=c+id,} con la norma {\displaystyle N(D)>0}, siempre existe {\displaystyle Q=p+iq} y {\displaystyle R=r+is} de manera que
{\displaystyle N=QD+R,} donde {\displaystyle N(R)<N(D).}
Sin embargo, para los enteros de Lipschitz {\displaystyle N=(a,b,c,d)} y {\displaystyle D=(e,f,g,h)} puede suceder que {\displaystyle N(R)=N(D)}. Esto motivó un cambio en los enteros de Hurwitz, para los cuales la condición {\displaystyle N(R)<N(D)} está garantizada.
Varios algoritmos dependen en la división con resto, por ejemplo, el algoritmo de Euclides, para hallar el máximo común divisor.